# 白鹿 (女優)
白 鹿（バイ・ルー、1994年9月23日 - ）は、中華人民共和国の女優。江蘇省の常州市出身。

## 略歴
13歳から14歳ごろ（2007年前後）から見始めた韓国ドラマがきっかけで芸能界をめざし、韓国の大手芸能事務所SMエンターテインメントのオーディションを上海で受けたが落選した。その後モデルとして活動し、2016年にテレビドラマ『朝歌』に出演して芸能界に本格デビューした。2019年放送の歴史恋愛活劇『招揺』では、タイトルロールの路招揺役で本格的なアクションを披露すると共に多彩な演技力を見せた。

## 人物
身長165センチメートル。

## 出演

### ドラマ
- 私が大王!? 愛しいあなたは我が家臣（2017年） - 妲喜役
- 鳳囚凰 〜陰謀と裏切りの後宮〜（2018年） - 飛鳳将軍役
- 招揺（中国語版）（2019年） - 路招揺役
- 烈火士官学校 〜ステキ男子とイケメン女子（中国語版）（2019年） - 謝㐮 / 謝良辰役
- 愛しい僕のラッキーガール（中国語版）（2019年） - シン・ユン役
- オオカミ君王とひつじ女王（2020年） - ジャン・ジュン役
- 万華楼〜金糸が紡ぐ運命の恋〜（中国語版）（2020年） - 竜傲一（りゅうごういつ）役
- 玉楼春〜君に詠むロマンス〜（中国語版）（2021年） - 林少春役
- 男たちの勲章（中国語版）（2021年） - 胡楊役
- 美人骨〜前編：周生如故〜／美人骨〜後編：一生一世〜（2021年）
- 甘くないボクらの日常 〜警察栄誉〜（2022年） - シア・ジエ役
- 始まりは君の嘘（2023年） - ジョン・シューイー役
- 長月輝伝〜愛と救世の輪廻〜（2023年）